# Hwang Ui-jo
Hwang Ui-jo (en coreano: 황의조, pronunciado [hwaŋ.i.dʑo] o [hwaŋ] [ɰi.dʑo]; Seongnam, Gyeonggi, 28 de agosto de 1992) es un futbolista surcoreano. Juega de delantero y su equipo es el Alanyaspor de la Superliga de Turquía.

## Trayectoria
Fue seleccionado por Seongnam Ilhwa Chunma para el plantel que disputaría la temporada 2013 de la K League 1. Marcó su primer gol como profesional ante Suwon Samsung Bluewings el 3 de marzo de 2013.
Se esperaba que abandonara Seongnam F. C. cuando descendió a K League 2 en 2017 porque estaba considerado como una de las promesas coreanas en la liga, pero acordó la permanencia en Seongnam F. C. después de que Park Kyung-hoon lo persuadiera para quedarse.
En julio de 2019 fichó por el F. C. Girondins de Burdeos. En algo más de tres años en el equipo marcó 29 goles en 98 partidos.
El 26 de agosto de 2022 se anunció su incorporación al Nottingham Forest F. C. y su cesión al Olympiacos F. C. hasta el final de la temporada 2022-23. Esta no la terminó en Grecia, ya que a inicios de febrero regresó a Corea del Sur para jugar en el F. C. Seoul. La siguiente campaña sí que compitió en el fútbol inglés con el Norwich City F. C., al que llegó prestado en septiembre. Durante su estancia en el club disputó 18 partidos, en los que anotó tres goles, y en enero de 2024 volvió a Nottingham. Un mes después acumuló otra cesión en el Alanyaspor, equipo al que regresó en septiembre una vez ya desvinculado del conjunto inglés.

## Selección nacional
Marcó su primer gol para Corea del Sur en un amistoso ante Jamaica disputado el 13 de octubre de 2015.

### Participaciones en Copas del Mundo
| Mundial                        | Sede  | Resultado        | Partidos | Goles |
| ------------------------------ | ----- | ---------------- | -------- | ----- |
| Copa Mundial de Fútbol de 2022 | Catar | Octavos de final | 4        | 0     |

### Goles internacionales
| #   | Fecha                   | Sede                             | Adversario   | Gol | Resultado | Competición                |
| --- | ----------------------- | -------------------------------- | ------------ | --- | --------- | -------------------------- |
| 1.  | 13 de octubre de 2015   | Seúl, Corea del Sur              | Jamaica      | 3–0 | 3–0       | Partido amistoso           |
| 2.  | 12 de octubre de 2018   | Seúl, Corea del Sur              | Uruguay      | 1–0 | 2–1       | Partido amistoso           |
| 3.  | 17 de noviembre de 2018 | Brisbane, Australia              | Australia    | 0–1 | 1–1       | Partido amistoso           |
| 4.  | 20 de noviembre de 2018 | Brisbane, Australia              | Uzbekistán   | 0–2 | 0–4       | Partido amistoso           |
| 5.  | 7 de enero de 2019      | Dubái, Emiratos Árabes Unidos    | Filipinas    | 1–0 | 1–0       | Copa Asiática 2019         |
| 6.  | 16 de enero de 2019     | Abu Dabi, Emiratos Árabes Unidos | China        | 1–0 | 2–0       | Copa Asiática 2019         |
| 7.  | 7 de junio de 2019      | Busan, Corea del Sur             | Australia    | 1–0 | 1–0       | Partido amistoso           |
| 8.  | 11 de junio de 2019     | Seúl, Corea del Sur              | Irán         | 1–0 | 1–1       | Partido amistoso           |
| 9.  | 5 de septiembre de 2019 | Estambul, Turquía                | Georgia      | 1–1 | 2–2       | Partido amistoso           |
| 10. | 5 de septiembre de 2019 | Estambul, Turquía                | Georgia      | 2–1 | 2–2       | Partido amistoso           |
| 11. | 14 de noviembre de 2020 | Wiener Neustadt, Austria         | México       | 0–1 | 3–2       | Partido amistoso           |
| 12. | 17 de noviembre de 2020 | Maria Enzersdorf, Austria        | Catar        | 2–1 | 2–1       | Partido amistoso           |
| 13. | 5 de junio de 2021      | Goyang, Corea del Sur            | Turkmenistán | 1–0 | 5–0       | Clasificación Mundial 2022 |
| 14. | 5 de junio de 2021      | Goyang, Corea del Sur            | Turkmenistán | 5–0 | 5–0       | Clasificación Mundial 2022 |
| 15. | 2 de junio de 2022      | Seúl, Corea del Sur              | Brasil       | 1–1 | 1–5       | Amistoso                   |
| 16. | 14 de junio de 2022     | Seúl, Corea del Sur              | Egipto       | 1–0 | 4–1       | Amistoso                   |
| 17. | 20 de junio de 2023     | Daejeon, Corea del Sur           | El Salvador  | 1–0 | 1–1       | Amistoso                   |
| 18. | 13 de octubre de 2023   | Seúl, Corea del Sur              | Túnez        | 4–0 | 4–0       | Amistoso                   |
| 19. | 16 de noviembre de 2023 | Seúl, Corea del Sur              | Singapur     | 4–0 | 5–0       | Clasificación Mundial 2026 |

### Hat-tricks
| Partidos en los que anotó tres o más goles | Partidos en los que anotó tres o más goles | Partidos en los que anotó tres o más goles | Partidos en los que anotó tres o más goles | Partidos en los que anotó tres o más goles | Partidos en los que anotó tres o más goles | Partidos en los que anotó tres o más goles | Partidos en los que anotó tres o más goles |
| #                                          | Fecha                                      | Lugar                                      | Equipo                                     | Rival                                      | Goles                                      | Resultado                                  | Competición                                |
| ------------------------------------------ | ------------------------------------------ | ------------------------------------------ | ------------------------------------------ | ------------------------------------------ | ------------------------------------------ | ------------------------------------------ | ------------------------------------------ |
| 1                                          | 27 de agosto de 2018                       | Patriota Candrabaga, Bekasi                | Corea del Sur sub-23                       | Uzbekistán sub-23                          | Gol · Gol · Gol                            | 3 - 4                                      | Juegos Asiáticos 2018                      |
| 2                                          | 28 de julio de 2021                        | Estadio Internacional, Yokohama            | Corea del Sur sub-23                       | Honduras sub-23                            | Gol · Gol · Gol                            | 6 - 0                                      | Juegos Olímpicos 2020                      |

## Clubes
| Club                        | País          | Año       |
| --------------------------- | ------------- | --------- |
| Seongnam F. C.              | Corea del Sur | 2013-2017 |
| Gamba Osaka                 | Japón         | 2017-2019 |
| F. C. Girondins de Burdeos  | Francia       | 2019-2022 |
| Nottingham Forest F. C.     | Inglaterra    | 2022-2024 |
| Olympiacos F. C. (cedido)   | Grecia        | 2022-2023 |
| F. C. Seoul (cedido)        | Corea del Sur | 2023      |
| Norwich City F. C. (cedido) | Inglaterra    | 2023-2024 |
| Alanyaspor (cedido)         | Turquía       | 2024      |
| Alanyaspor                  | Turquía       | 2024-     |

### Selección nacional
| Selección | Año           |
| --------- | ------------- |
| Sub-17    | 2009          |
| Sub-20    | 2011          |
| Sub-23    | 2012-2014     |
| Absoluta  | 2015-presente |

## Palmarés

### Títulos nacionales
| Título        | Club           | País          | Año  |
| ------------- | -------------- | ------------- | ---- |
| Korean FA Cup | Seongnam F. C. | Corea del Sur | 2014 |